# Никогда Гаврило Потапович
Гаври́ло Пота́пович Никогда́ (1885, Полтавська губернія — після квітня 1919) — кавалер ордена Святого Георгія, полковник, командир Морської піхоти УНР у 1919 році.

## Життєпис

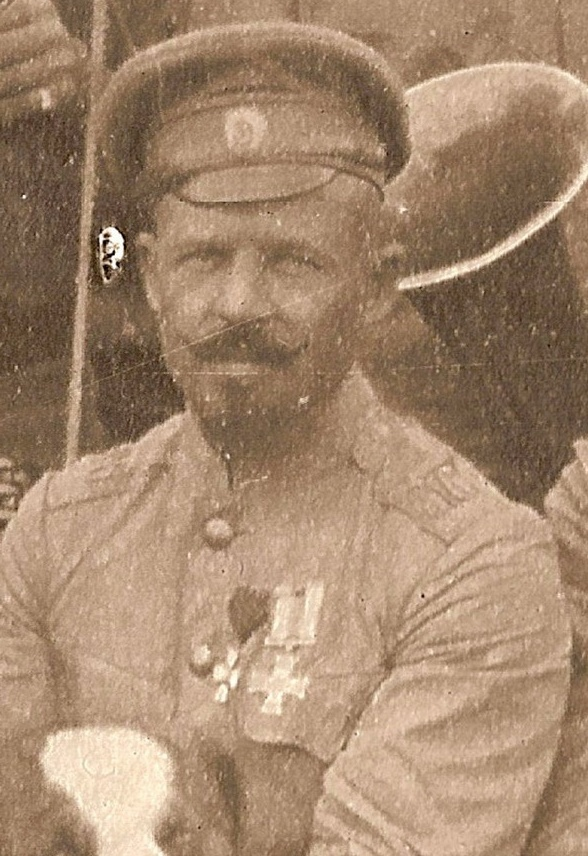
В часі служби в РІА

Інформації про Г. Никогду обмаль. Відомо, що його рід походить із села Матусів Черкаської області. Його родич Павло Никогда (1914–1978), який з 1936 року служив у Червоній армії, про свого дядька нічого не чув.

### Кавалер ордена Святого Георгія
Поручик Гаврило Потапович Никогда служив у 316-му Хвалинському полку 79-ї піхотної дивізії. Його полк разом з іншими 79-ї дивізії був сформований 1914 року з кадрів 44-ї дивізії 21-го армійського корпусу. До складу останньої входили «українські» полки, розквартировані у Глухові (Батуринський полк) і Чернігові (Переволочненський полк).
Під час Першої світової війни брав участь у Карпатській операції.
В квітні 1915 року був поранений, в червні 1915 — контужений, але залишився у строю.
За видатну хоробрість, виявлену у боях Г. Никогда 21 серпня 1915 року Найвищим наказом (рос. Высочайшим приказом) був нагороджений орденом святого Георгія IV ступеня.

### Учасник національно-визвольних змагань
Під час Української революції Гаврило Никогда захопився ідеями національно-визвольної боротьби. 1918 року вступив до лав Армії Української народної республіки.
10 травня 1918 року гетьман Павло Скоропадський сформував Головний морський штаб, а 23 травня заснував бригаду морської піхоти у складі трьох полків. Керівництвом її справами займався відділ морської піхоти Головного морського штабу Морського міністерства. 25 травня тимчасовим виконувачем обов'язків начальника відділу затвердили Гаврила Никогда.
Згідно з наказом морського відомства № 5/5 від 1 січня 1919 року підполковника Г. Никогда перепризначили на цій посаді.
3 лютого 1919 року Симон Петлюра видав наказ № 68/32 про заснування морського полку, реорганізованого згодом у 1-й Гуцульський полк морської піхоти. Першим його комендантом став полковник Г. Никогда. Підрозділ комплектувався старшинами, підстаршинами і моряками, переважно вихідцями з Гуцульщини і Наддністрянщини, які служили в австро-угорському флоті на Адріатиці. Набір до його лав розпочався у Вінниці, а згодом у Коломиї. Особовий склад Морського полку брав участь у Першому Зимовому поході, під час якого основні бої проходили на території сучасної Черкаської області.
Востаннє полковник Г. Никогда згадується 29 квітня 1919 року, коли він на чолі з морським полком у Коломиї взяв участь в урочистостях з нагоди першої річниці заснування українського флоту.
Подальша його доля невідома.